# Gaz renouvelable
Cet article court présente un sujet plus développé dans : biogaz, Méthanation et Conversion d'électricité en gaz.

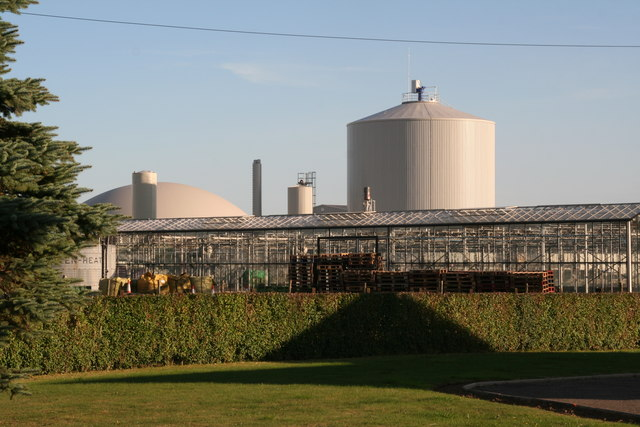
Méthaniseur de biogaz en Angleterre.

Le gaz renouvelable (dit aussi gaz vert,) est un gaz utilisable comme carburant mais qui n'est pas extrait des réserves fossiles.

## Types
La forme la plus courante de gaz renouvelable est aujourd'hui le biogaz produit par fermentation méthanogène, surtout sous sa forme épurée de biométhane,. Le gaz renouvelable peut aussi être du méthane produit par méthanation si sa matière première est renouvelable, ou du gaz produit à partir d'électricité si l'électricité utilisée est d'origine renouvelable, principalement de l'hydrogène ou du méthane.

## Usages
Le gaz renouvelable peut être utilisé comme carburant pour les transports en commun ou injecté sur le réseau de distribution de gaz naturel. Différents scénarios pour l'Europe occidentale prévoient d'augmenter la part de gaz renouvelable dans les réseaux de gaz naturel de 50 à 100 % en 2050 pour l'Europe.
Le gaz renouvelable permet de réduire la dépendance énergétique des pays ne disposant pas de réserves de gaz naturel fossile,. Il induit en revanche un « changement de culture » pour les gestionnaires de réseau de gaz naturel.

## En France
En 2018, pour atteindre 30 % de gaz renouvelable injecté dans les réseaux en 2030, GRDF et GRTgaz signent avec le canadien Énergir une convention les engageant sur l’économie circulaire, la diminution des émissions de gaz à effet de serre, les énergies renouvelables et l’innovation gazière (dispositifs et technologies de comptage, usages et mobilité gaz).
En 2023, la France a enregistré une augmentation de 31 % de sa production de gaz renouvelable, atteignant 9,1 térawattheures (TWh) injectés dans le réseau grâce principalement à la méthanisation de biodéchets agricoles, alimentaires et autres. Les acteurs du secteur, dont le Syndicat des énergies renouvelables (SER) et GRDF, visent 70 TWh d’ici 2030 en intégrant le biogaz pour la production d’électricité et de chaleur. Ayant reçu 139 nouvelles installations en 2023, la France compte maintenant 652 unités de production, totalisant une capacité annuelle de 11,8 TWh.